# Hellmitzheimer Bucht
Die Hellmitzheimer Bucht ist eine kleinteilige naturräumliche Einheit (5. Ordnung) mit der Ordnungsnummer 137.10 in den unterfränkischen Gemeinden Iphofen, Markt Einersheim, Seinsheim und Willanzheim im Landkreis Kitzingen.

## Lage
Die Hellmitzheimer Bucht (137.10) bildet eine Untereinheit innerhalb der Haupteinheit Iphofen-Gerolzhofener Steigerwaldvorland (137.1). Sie ist Teil des Steigerwaldvorlandes (137) und damit ein Naturraum in der Haupteinheitengruppe der Mainfränkischen Platten. Im Norden wird das Areal vom Schwanbergvorland (137.11) begrenzt, in dem das Gelände bereits wesentlich steiler in Richtung des Steigerwaldes strebt. Im Osten und Süden bildet der Nördliche Steigerwald (115) selbst die Begrenzung, wobei nordöstlich die Schwanbergstufe (115.00) folgt, während südöstlich die Untereinheit Frankenberg (115.01) beginnt. Der Westen wird weitgehend vom Ifftalbereich (130.01) als Naturraum der Gäuflächen dominiert. Lediglich im Nordwesten schließt die Mainbernheimer Ebene (137.00) an die Hellmitzheimer Bucht an.
Der Naturraum präsentiert sich relativ kompakt und ist aufgrund seines Erscheinungsbildes sehr leicht von den angrenzenden Gebieten zu unterscheiden. Den Mittelpunkt bilden die südlichen Ortsteile von Iphofen um Mönchsondheim und dem namensgebenden Hellmitzheim, im Zentrum liegt Dornheim. Daneben finden sich die beiden Ortsteile von Willanzheim innerhalb der Bucht, der Hauptort liegt bereits in der Mainbernheimer Ebene. Ganz im Norden wird das Gebiet von der Bahnstrecke Fürth–Würzburg durchquert.

## Landschaftscharakteristik
Die Landschaft der Hellmitzheimer Bucht präsentiert sich als offene Ebene, zwischen den aufragenden Bergspornen des Steigerwaldes. Das Gebiet ist schwachreliefiert und schiebt sich weit gegen die zurückweichende Steigerwaldstufe vor. Der Naturraum ist stellenweise von kleineren Bachläufen stark zerschnitten, hier entspringen zahlreiche Bäche, darunter der Kirchbach, Moorseebach, Siechhausbach und der Zettelbach. Das Einzugsgebiet des Breitbachs formte kleinere Kerbtäler.
Das Areal ist von der jahrhundertealten Nutzung durch den Menschen geprägt. Hier existieren bis heute kleine und mittlere Ackerbaubetriebe, kleinere Waldareale durchsetzen die Bucht. Hier wird noch die Mittelwaldbewirtschaftung mit Hutungsflächen betrieben. Die potentielle natürliche Vegetation (ohne Eingriffe des Menschen) würde hier ausgedehnte Mischwälder mit Labkraut, Eichen und Hainbuchen hervorbringen, lediglich der Anstieg des Steigerwaldes wäre mit Eichen und Tannen besetzt.

## Schutzgebiete
Der Naturraum ist von einer Vielzahl an Schutzgebieten nahezu aller Schutzkategorien durchsetzt. Kleinere Teile haben Anteil am Landschaftsschutzgebiet innerhalb des Naturparks Steigerwald (ehemals Schutzzone), dessen Gebiet auch von Vogelschutzgebieten und Fauna-Flora-Habitaten eingenommen wird. Weitere Flächen für den Vogelschutz liegen um Markt Herrnsheim und Hüttenheim in Bayern.

## Geologie und Tektonik
Die Hellmitzheimer Bucht bildete eine alte Pforte, die noch im Jungtertiär die Flusssysteme des damaligen Mains (sogenannter Würzburger bzw. Schweinfurter Main) in Richtung Südosten zur Donau hin entwässerten. Heute bildet der Naturraum die Wasserscheide zwischen Main und Regnitz. Anders als viele angrenzende Gebiete ist die Bucht nicht so niederschlagsarm. Dies ist auf eine sogenannte Niederschlagsstraße zurückzuführen, die von Ochsenfurt über die Mainbernheimer Ebene bis zum Schwanberg reicht.
Geologisch überwiegen in der Hellmitzheimer Bucht lössüberdeckte Lettenkeuperböden. Diese Lössbedeckung grenzt das Gebiet von den Naturräumen der Kitzinger Mainebene mit ihren Flugsandböden ab. Das Areal ist durchsetzt von Gipskeuperböden, seltener kommen auch Unterkeuperabschnitte vor. Dies unterscheidet sie deutlich von den Sandsteinkeuperböden des östlich gelegenen Steigerwalds.